# Eugénie Luce
Pour les articles homonymes, voir Luce.
Eugénie Luce (1804-1882) était une éducatrice française. Elle fonde en 1845 à Alger l'école Luce Ben Aben School, première école franco-arabe pour filles musulmanes dans le pays.

## Parcours
Dans les années 1830, Eugénie Luce part pour Alger, laissant derrière elle mari et famille. Elle fonde en 1845 l'école Luce Benaben : il s'agit de la première école franco-arabe pour filles musulmanes. Elle y dispense un enseignement sur le modèle européen, les élèves y apprennent le français et la couture, entre autres. L'école est financée par le gouvernement d'Algérie française jusqu'en 1861. Elle devient ensuite une école professionnelle où on enseigne la broderie afin d'éduquer les élèves à un art traditionnel algérien, à une époque où cet artisanat d'art commence à être supplanté par l'importation de produits manufacturés,. La production d'art de l'école est exportée en Europe et aux États-Unis.

## Fin de vie
Eugénie Luce revient à Montrichard où elle décède en 1882. Après sa mort, sa petite-fille Madame Ben-Aben prend la direction de l'école jusqu'à sa mort en 1915.